# جورج أندرسون
جورج أندرسون (بالإنجليزية: George Anderson)‏ (1 يناير 1893 المملكة المتحدة - 1 يناير 1959) هو لاعب كرة قدم بريطاني سابق كان يلعب كمهاجم.